# Saxofridericia regalis
Saxofridericia regalis là một loài thực vật có hoa trong họ Rapateaceae. Loài này được R.H.Schomb. miêu tả khoa học đầu tiên năm 1845.